# 현훈
현훈(眩暈)은 위치와 운동의 착각에 의하여 균형 감각을 상실, 근긴장과 근의 협동 작업이 이상 상태가 되어, 신체의 평형이 흐트러져 신체 위치 감각에 부조화를 느끼는 이상 상태를 말한다.